# Heinz Mittelmeier

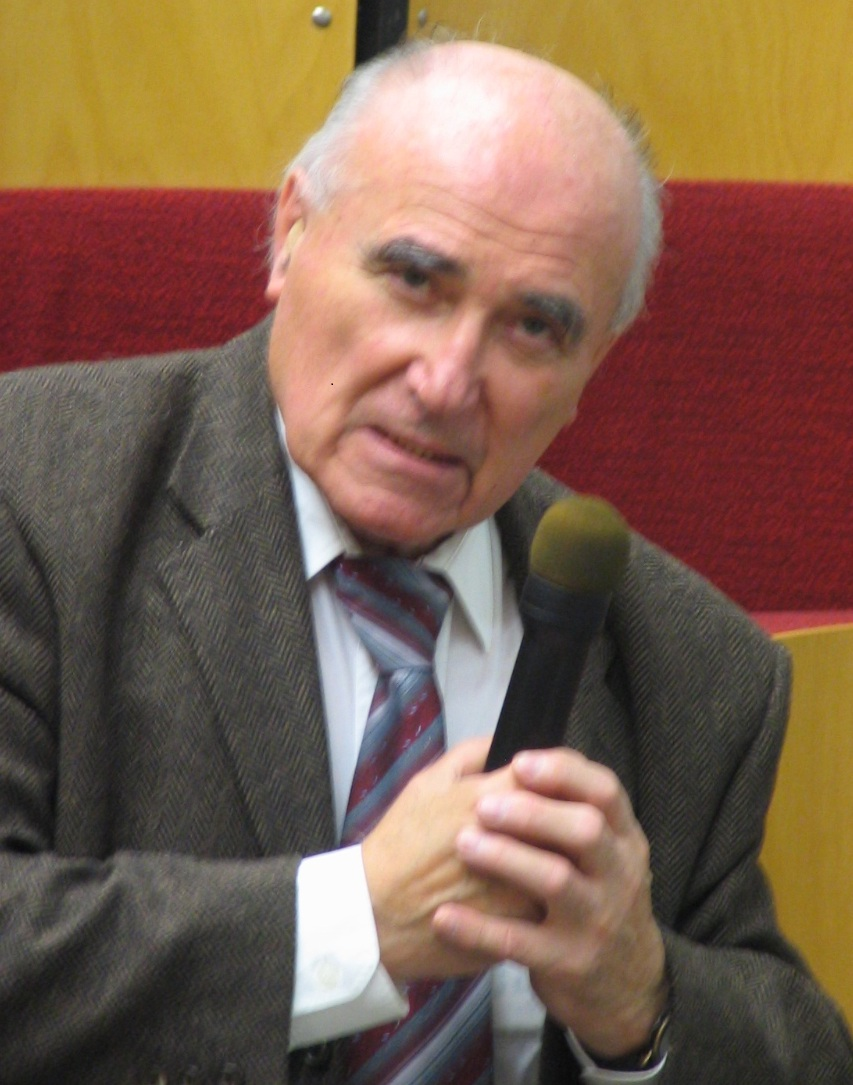
Heinz Mittelmeier (2006)

Heinz Mittelmeier (* 9. Oktober 1927 in Kothau; † 15. Juli 2023 in Homburg) war ein deutscher Orthopäde und Hochschullehrer.

## Leben
Seine Kindheit verbrachte Mittelmeier in Weilheim und Sonthofen. Im März 1945 wurde er durch Granatsplitter schwer an der Wirbelsäule verletzt. Er studierte an der Ludwig-Maximilians-Universität München ab 1947 sowie 1950/51 in Graz und legte 1953 das medizinische Staatsexamen in München mit der Note sehr gut ab. 1950 fand er das Interesse an der operativen Orthopädie bei einer Famulatur am Krankenhaus in Bad Tölz unter Leitung von Max Lange, später Ordinarius für Orthopädie an der Orthopädischen Klinik der Ludwig-Maximilians-Universität München. Dort bekam er auch Kontakt zu dessen damaligem Oberarzt Alfred Nikolaus Witt.
Er promovierte mit summa cum laude 1954 an der Chirurgischen Universitätsklinik München unter Emil Karl Frey.
Von 1953 an war er drei Jahre lang im Pathologischen Institut München-Schwabing unter L. Singer tätig, wo er wesentliche Grundlagen für seine spätere wissenschaftliche Arbeit erwarb. Zudem absolvierte er ein Jahr in der Inneren Medizin des Städtischen Krankenhauses München-Biederstein. Seine orthopädische Weiterbildung konnte er am 1. Februar 1957 bei Alfred Nikolaus Witt an der Orthopädischen Klinik und Poliklinik der Freien Universität Berlin im Oskar-Helene-Heim beginnen. Diese große und renommierte Orthopädische Klinik verfügte damals über 430 Betten.
Am 21. Januar 1960 erwarb er die Anerkennung als Facharzt für Orthopädie. Bereits am 1. April 1960 wurde er zum Oberarzt der großen Kinderabteilung (110 Betten) ernannt. Seine Habilitation für das Fach Orthopädie schloss er am 20. November 1961 ab. Thema der Habilitationsschrift war die Verwendung von Kunststoffhülsen zur Vermeidung von Verwachsungen bei Sehnennähten. Seine Antrittsvorlesung befasste sich mit der Partikelerkrankung nach Plexiglas-Hüftendoprothesen. Am 1. November 1962 wurde er bereits zum leitenden Oberarzt und ständigen Stellvertreter des Klinikdirektors A. N. Witt bestellt. 1964 erhielt er mit 36 Jahren den Ruf auf den Lehrstuhl für Orthopädie an der Universität des Saarlandes und als Direktor der Orthopädischen Universitätsklinik und Poliklinik Homburg. Diese Klinik entwickelte er aus bescheidenen Verhältnissen zu einer Orthopädischen Universitäts-Klinik mit Weltruf.
1966 begründete er hier die staatliche Lehranstalt für Krankengymnastik/Physiotherapie und war während seiner Amtszeit auch Landesarzt für Körperbehinderte im Saarland.
1968 erhielt er den Ruf auf den Lehrstuhl für Orthopädie an der Freien Universität Berlin in der Nachfolge seines früheren Lehrers Alfred Nikolaus Witt, den er jedoch ablehnte.
Er wurde zum 31. März 1996 emeritiert.
Er verstarb am 15. Juli 2023 in Homburg.

## Werk
1956 erstellte er mit L. Singer die erste Veröffentlichung zur Partikelerkrankung des Knochenlagers durch Endoprothesen-Abrieb.
1959 entwickelte er eine metallische Hüftklammer (heute Winkelplatte) zur gedeckten Osteosynthese bei der intertrochanteren Femur-Osteotomie von Kindern mit Hüftdysplasie. Diese realisierte er durch eine damals neue transversale Schnittführung mit Entnahme eines vorberechneten und mit Winkelmesser bestimmten Knochenkeiles. Zur konservativen Behandlung der Hüftdysplasie entwickelte er mehrere Spreizhosen ab 1964.
1972 entwickelte er als erster eine Schraubpfanne für Hüftendoprothesen, damals aus Metall und alternativ aus Aluminiumoxid-Keramik Al2O3, ein Prinzip der Implantationstechnik, welches sich bis heute gehalten, aber nicht mehr üblicherweise eingesetzt wird.
Er vertrat über Jahrzehnte sehr konsequent das Prinzip der zementfreien Verankerung von Hüftendoprothesen-Stielen, um das Problem der Zement-Ermüdung der Charnley-Prothesen zu umgehen. Er entwickelte Hüftstiele mit Oberflächen wie Tragrippen und Waben, um die Verankerung der Endoprothesen im Knochen zu verbessern. Diese Prothesen finden sich vereinzelt noch implantiert, sind aber von moderneren Schaftgeometrien und Oberflächenveränderungen abgelöst.
1974 letztlich gelang ihm die erfolgreiche Einführung einer hochfesten Aluminiumoxid-Keramik als Gleitoberfläche in Hüftendoprothesen in Zusammenarbeit mit den Firmen Feldmühle (heute CeramTec) sowie Krupp und OsteoAG. Mit einer Monoblock-Keramik-Schraubpfanne aus Al2O3-Keramik und Keramik-Köpfen konnte er weltweit eine Entwicklung zur Keramik in der Endoprothetik anstoßen und etablieren, die er bis zu seiner Emeritierung mit 69 Jahren konsequent mit Weiterentwicklungen und Kursen international begleitet hat. Die sehr abriebfeste Keramik ermöglichte große Kopfdurchmesser (z. B. 38 mm) und somit ein deutlich geringeres Komplikationsrisiko bezüglich der Hüft-Luxation bei Endoprothesen.
Er war einer der internationalen Vorreiter der karbonfaser-verstärkten Verbundwerkstoffe in der Implantattechnik und entwickelte Knochenersatzmaterialien als Verbundwerkstoff auf der Basis von Collagen und Hydroxylapatit.
Mittelmeier engagierte sich zudem in einer Vielzahl von Fachgesellschaften; so war er von 1969 bis 1973 Präsident der AWMF.

## Rezeption
Die Forschungen von Heinz Mittelmeier, insbesondere auf dem Gebiet der zementfreien Hüftendoprothetik, werden von seinem Sohn, Wolfram Mittelmeier, fortgeführt.

## Wissenschaftliche Mitgliedschaften
- 1967/1968 Präsident der Vereinigung Süddeutscher Orthopäden (VSO).
- 1968–1973 Vorstandsmitglied / Deutsche Gesellschaft für Orthopädie und Traumatologie (damals DGOT, seit 2002 DGOOC).
- 1969–1973 Präsident der Arbeitsgemeinschaft der Wissenschaftlichen Medizinischen Fachgesellschaften (AWMF).
- 1969–1981 Vertretung des Fachgebietes Orthopädie im wissenschaftlichen Beirat der Bundesärztekammer.
- 1969–1973 Mitglied des Vorstandes der Bundesärztekammer und des Präsidiums des Deutschen Ärztetages.
- 1971–1973 Wahlsenator der Universität des Saarlandes.
- 1971 Gründung des Arbeitskreises Osteosynthese innerhalb der DGOT und Leitung dieses Arbeitskreises bis 1996.
- 1972–1997 Mitglied des Deutschen Internationalen Normenausschusses (DIN/ISO) für Osteosynthese und Endoprothetik.
- 1973/1974 Präsident der Deutschen Gesellschaft für Orthopädie und Traumatologie (DGOT) später DGOOC.
- 1974–1996 Mitglied der Arzneimittelkommission der Bundesärztekammer.
- 1976/77 Ärztlicher Direktor des Universitätsklinikums Homburg.
- 1987/1988 Präsident der Deutschen Gesellschaft für Plastische und Wiederherstellungschirurgie.
- 1986–1998 Präsident der Deutsch-Japanischen Gesellschaft für Orthopädie.

## Auszeichnungen
Er wurde zum korrespondierenden Mitglied folgender Gesellschaften ernannt:
- 1978: Italienische Gesellschaft für Orthopädie und Traumatologie,
- 1985: Japanese Orthopaedic Association.

Folgende Gesellschaften ehrten ihn durch die Verleihung ihrer Ehrenmitgliedschaft':
- 1974 American medical armed forces society in Westgermany,
- 1975 Türkische Gesellschaft für Orthopädie und Traumatologie,
- 1981 Ungarische Gesellschaft für Orthopädie und Traumatologie,
- 1984 Thailändische Gesellschaft für Orthopädie und Traumatologie,
- 1984 Koreanische Gesellschaft für Orthopädie und Traumatologie,
- 1984 Southern Orthopaedic Association USA,
- 1984 Polnische Gesellschaft für Orthopädie und Traumatologie,
- 1986 Griechische Gesellschaft für Orthopädie und Traumatologie,
- 1987 American Fracture Association,
- 1987 Orthopädische Gesellschaft Republik China (Taiwan),
- 1987 Association for Orthopaedic Research (AFOR),
- 1991 Deutsche Gesellschaft für Orthopädie und Traumatologie,
- 1991 Akademie der medizinischen Wissenschaften von Katalonien & Balearen,
- 1993 Deutsche Gesellschaft für Manuelle Medizin,
- 1984 Royal Orthopaedic Association of Thailand,
- 2001 Deutsche Gesellschaft für Plastische und Wiederherstellungschirurgie,
- 2007 Österreichische Gesellschaft für Orthopädie und orthopädische Chirurgie.

Zudem erhielt er Gast-/Honorarprofessuren an den Universitäten Chicago, San Francisco und Wrocław.
Folgende weitere wissenschaftliche Auszeichnungen wurden ihm verliehen:
- 1964 Heine-Preis der Deutschen Gesellschaft für Orthopädie und Traumatologie,
- 1975 Ernst-von-Bergmann-Plakette der Deutschen Ärzteschaft,
- 1982 Ehrenmedaille der Portugiesischen Gesellschaft für Orthopädie und Traumatologie,
- 1982 Erich-Lexer-Preis der Deutschen Gesellschaft für Chirurgie und der Deutschen Gesellschaft für Orthopädie und Traumatologie,
- 1986 Adam-Gruca-Medaille der Polnischen Gesellschaft für Orthopädie und Traumatologie,
- 1984 Hubert-Waldmann-Plakette des Berufsverbandes der Deutschen Orthopäden (BVO),
- 1995 Ehrendoktorwürde der Medizinischen Akademie Danzig,
- 1998 Verdienstmedaille der Medizinischen Akademie der Universität Wrocław.

Zusätzliche öffentliche Ehrungen im nicht-medizinischen Bereich wurden ihm folgendermaßen zuteil:
- 1982 Ernennung zum Ehrenpräsidenten der Akademischen Flugsportvereinigung der Universität des Saarlandes (AKAFLIEG),
- 1984 Verleihung der goldenen Ehrennadel des Deutschen AERO-Clubs Saar (DAeCS),
- 1988 Verleihung des saarländischen Verdienstordens[2]
- 1999 Verleihung des Großen Bundesverdienstkreuzes der Bundesrepublik Deutschland

## Schriften (Auswahl)
- H. Mittelmeier, L. Singer: Anatomische und histologische Untersuchungen an Arthroplastiken mit Plexiglas-Endoprothesen. Möglichkeiten und Grenzen der Gelenkrekonstruktion. In: Arch Orthop Unfallchir. 1956, 48(5), S. 519–560.
- J. Heisel, H. Mittelmeier: 10 Jahre Erfahrungen mit Keramik-Hüftendoprothesen. Medizinisch Literarische Verlagsgesellschaft, 1986, ISBN 3-88136-117-0.
- Keramikhüftgelenkendoprothesen mit zementfreier Verankerung (Autophor). In: Erwin Morscher (Hrsg.): Die zementlose Fixation von Hüftendoprothese. Springer, Berlin / Heidelberg.
- W. Mittelmeier, I. Grunwald, R. Schäfer, H. Grundei, R. Gradinger: Zementlose Endoprothesenverankerung mittels trabekulären, dreidimensional interkonnektierenden Oberflächenstrukturen. In: Der Orthopäde. 1997, 26(2), S. 117–124.